# Forentorpa ängar
Forentorpa ängar este o arie protejată (arie specială de conservare — SAC, sit de importanță comunitară — SCI) din Suedia întinsă pe o suprafață de 21,2 ha, integral pe uscat.

## Localizare
Centrul sitului Forentorpa ängar este situat la coordonatele 58°14′38″N 13°31′51″E / 58.2439°N 13.5309°E.

## Înființare
Situl Forentorpa ängar a fost declarat sit de importanță comunitară în iunie 2001 pentru a proteja . Situl a fost protejat și ca arie specială de conservare în martie 2011.

## Biodiversitate
Situată în ecoregiunea boreală, aria protejată conține 1 habitat natural: Pășuni din zone de pădure fino-scandinave.
La baza desemnării sitului se află un număr nedeclarat de specii protejate: